# Curt Becker (Regisseur)
Heinrich Wilhelm Curt Becker (* 7. Januar 1903 in Hamburg; † 11. Mai 1976 ebenda) war ein deutscher Tänzer und Tanzmeister, Schauspieler, Rundfunksprecher sowie Theater-  und Rundfunkregisseur.

## Beruflicher Werdegang
Curt Becker wuchs mit 5 jüngeren Schwestern in einer kleinbürgerlichen Familie in Hamburg-Hohenfelde auf. Nach Abschluss der Volksschule einschließlich Begabten-Aufbauklasse Selekta bildete ihn die Firma Weber & Guhl in Hamburg zum Speditionskaufmann aus. 1922 war er in Deutschland als jugendbewegter Wandervogel unterwegs.
1923 schloss er sich in Hamburg dem Tanzpädagogen, Choreographen und Tanztheoretiker Rudolf von Laban an. In der Laban-Schule wurde er zum Ausdruckstänzer ausgebildet, wirkte an Aufführungen der Laban-Bühne mit und assistierte von Laban. Von 1926 bis 1930 trat er als Tänzer unter eigenem Namen auf und studierte Aufführungen an mehreren norddeutschen Bühnen als Tanzmeister ein, u. a. im Deutschen Schauspielhaus Hamburg, das mit der Laban-Bühne kooperierte. Auch leitete er Tanzkurse für Laien. 1927/28 verpflichtete ihn das Städtische Theater Heidelberg als Tänzer und Tanzmeister.
Seine Arbeit als Schauspieler begann mit kleinen Rollen an Bühnen, auf denen er als Tänzer auftrat. Auf eine Schauspielausbildung in Hamburg, vermutlich von 1931 bis 1933, gibt es nur punktuelle Hinweise. Von 1933/34 bis Sommer 1939 war er an wechselnden Bühnen als Schauspieler engagiert, zunächst in Hamburg, Harburg und Altona, danach vorwiegend in Bayern, Sachsen und Schlesien. An einzelnen dieser Bühnen inszenierte er zugleich Stücke als Regisseur, so an der Bayerischen Landesbühne München, der Sächsischen Landesbühne Dresden und dem Oberschlesischen Landestheater Beuthen.
1932/33 ließ Becker sich in Hamburg für die Rundfunktätigkeit ausbilden und wirkte 1933 an Radioproduktionen der Norddeutschen Rundfunk GmbH in Hamburg mit, darunter Hörspiele für den Schulfunk und in niederdeutscher Sprache, von der er mehrere Dialekte beherrschte. Vereinzelt übernahm er Rundfunk-Sprechrollen ab 1934 parallel zu der im Vordergrund stehenden Theaterarbeit. Die Rundfunktätigkeit bekam zunehmendes Gewicht, als nach Eheschließung mit der Schauspielerin Trude Eger und Geburt von zwei Kindern 1938 und 1939 Dresden zum Familienwohnort wurde. Dort beschäftigte ihn von 1938 bis 1940 der Nebensender Dresden des Reichssenders Leipzig für die Produktion von Hörspielen, Reportagen und Features.
Mitte 1940 zog ihn die Wehrmacht zur infanteristischen Grundausbildung ein und setzte ihn bis 1943 als Panzersoldat ein. Nach Ausbildung zum Rundfunkberichterstatter (Kriegsberichter) gehörte er bis zum Ende des 2. Weltkriegs zur Propagandakompanie 695.

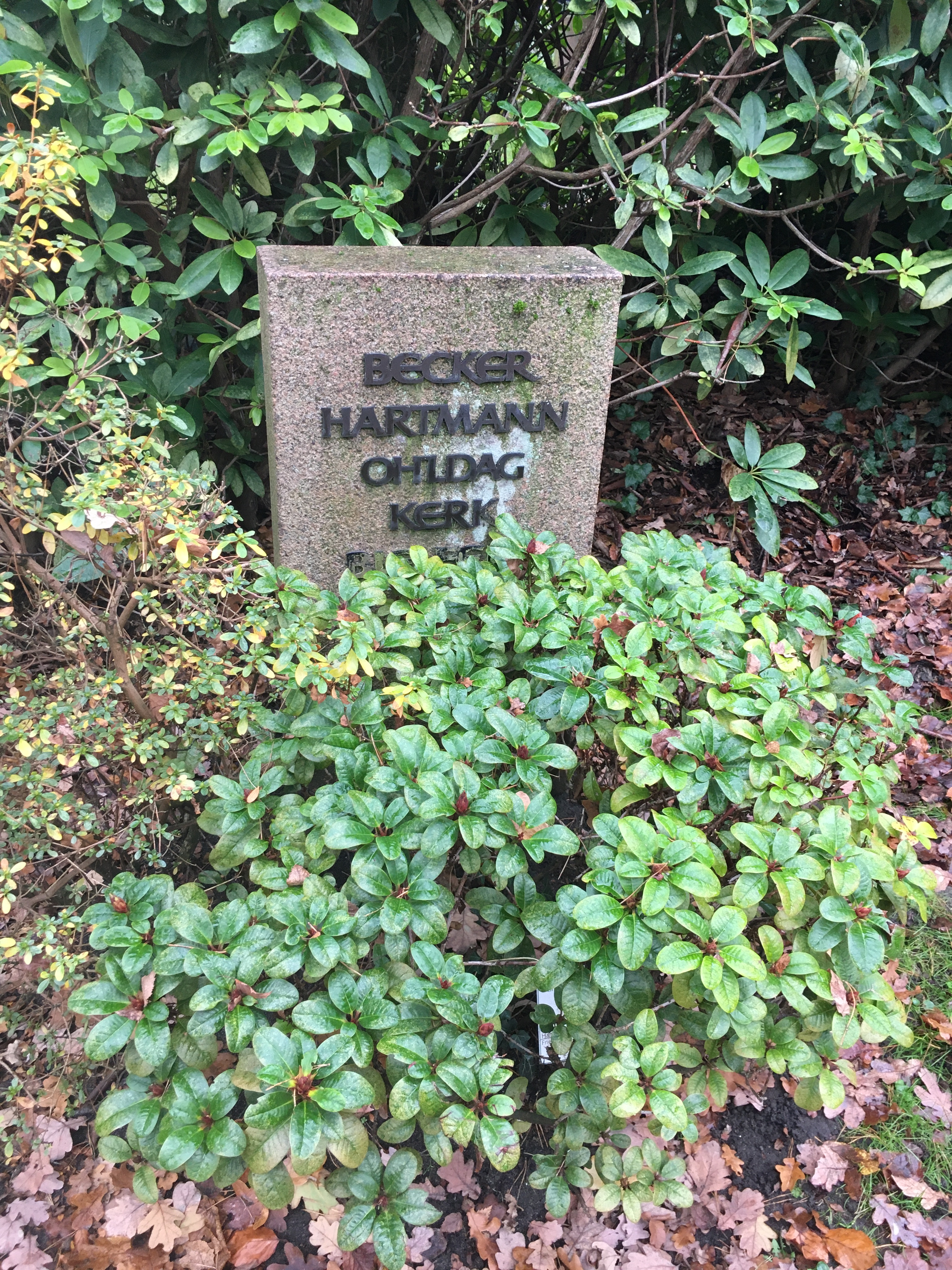
Grabstätte auf dem Friedhof Ohlsdorf im Planquadrat Bm 66

Nach kurzer Kriegsgefangenschaft kehrte Curt Becker nach Hamburg zurück und wurde im September 1945 von der britischen Militärverwaltung als Producer (Rundfunk-Regisseur) für den NWDR eingestellt, der 1948 in deutsche Verantwortung überging und 1955 als NDR sein Sendegebiet auf Hamburg, Niedersachsen und Schleswig-Holstein beschränkte (vgl. Nordwestdeutscher Rundfunk#Geschichte). Seine Regieaufgaben umfassten in den Anfangsjahren ein breites Spektrum unterschiedlicher Sendeformate, hatten ihren Schwerpunkt aber bald im Schulfunk. Für diesen produzierte er aus erzählenden Passagen und Spielszenen zusammengesetzte Hördokumentationen vor allem zu „Naturwissenschaft und Technik“ sowie „Entdeckungen und Reisen“, jeweils in engem Austausch mit den Autoren der Manuskripte (wie Frank Leberecht, Fritz Raab), den Regieassistenten und Toningenieuren, mit hohem Anspruch an die Authentizität der Szenengeräusche und die Dialogprägnanz seiner Sendungen für ein junges Publikum. Er nahm lebhaften Anteil am Theaterleben in Hamburg, zu dem die von ihm eingesetzten Sprecher überwiegend als Schauspieler gehörten, und war gewerkschaftlich engagiert. Nach der Pensionierung 1968 übernahm er bis 1973 freiberuflich Regieaufgaben (Kinder-Schallplatten, Werbe- und Industriefilme).
Becker leitete mehrere Jahre die Abteilung Hörspiele des NDR. Kollegin von Curt Becker war Helga Boddin.
Becker gehörte der Gewerkschaft Kunst an. Im Jahr 1950 trug er in dieser zur Entstehung der Gruppe Funk bei.
Curt Becker wurde im Familiengrab in der Grabstätte 48-6-21 auf dem Friedhof Ohlsdorf beigesetzt.